# 구릿빛양털박쥐
구릿빛양털박쥐(Kerivoula cuprosa)는 애기박쥐과에 속하는 박쥐의 일종이다. 카메룬과 콩고민주공화국, 코트디부아르, 기니에서 발견된다. 자연 서식지는 아열대 또는 열대 기후 지역의 건조림과 습윤 저지대 숲, 습지이다. 서식지 감소로 멸종 위협을 받고 있다.

## 특징
작은 박쥐로 전체 몸길이가 74~83mm이고 전완장이 30~33mm, 꼬리 길이가 40~44mm이다. 발 길이는 5.8~7.5mm, 귀 길이는 12~14mm, 몸무게는 최대 4.5g이다. 털은 길고 무성하며 부드럽다. 등 쪽 털은 짙은 갈색이지만 배 쪽은 밝은 갈색이다. 주둥이 길고 뾰족하다. 귀는 잘 발달된 연통형 모양으로 갈색을 띤다.

## 생태
다른 종과 함께 울창한 식물 속에서 은신하는 것으로 추정된다. 먹이는 곤충이다.

## 분포 및 서식지
기니 남동부와 라이베리아 동부, 코트디부아르 북동부, 카메룬 남부, 콩고 민주 공화국 북부와 북서부 지역의 7군데에서만 알려져 있다. 저지대 열대우림과 습지 숲, 혼합림 사바나 지역에서 서식한다.